# Tribelos jucundus
Tribelos jucundus är en tvåvingeart som först beskrevs av Walker 1848.  Tribelos jucundus ingår i släktet Tribelos och familjen fjädermyggor. Inga underarter finns listade i Catalogue of Life.